# Zakaria Fati
Pour les articles homonymes, voir Fati.
Zakaria Fati (en arabe : زكرياء فاتي), né le 6 septembre 1992 à Casablanca, est un footballeur marocain évoluant au poste d'ailier gauche aux FAR de Rabat.

## Biographie

### En club
Zakaria Fati, natif de Casablanca, commence le football en pratiquant du futsal. Il passe par plusieurs clubs des catégories de jeunes dont le Fath Settat et l'AS Casablanca, dans lequel il évolue avec Yahya Jabrane. Jouant également pour le club amateur Al Wahda, situé dans le quartier de Derb Sultan à Casablanca, il est rapidement repéré par les scouts du Youssoufia Berrechid qui lui proposent un contrat professionnel de six mois. En 2013, il passe officiellement du futsal au football traditionnel. Il commence sa carrière professionnelle sous les ordres de l'entraîneur Khalid Lkabess.
À la suite de bonnes performances en D2 marocaine, il finit par signer au Raja de Beni Mellal, un autre club de D2 marocaine disputant le top cinq, dans lequel il évolue un an et demi. Lors de sa deuxième saison, il sera confronté à la concurrence à son poste après avoir été choisi en tant que doublure.
Début 2016, il signe un contrat de trois ans au CA Khénifra. Il évolue pour la première fois en première division marocaine lors de la saison 2016-2017 (20 matchs joués). Courtisé ensuite par le RS Berkane, il y évolue pendant une saison dans le club orange, disputant 11 matchs en Botola Pro.
Le 17 septembre 2018, il retourne au Youssoufia Berrechid, son club formateur qui a obtenu la montée en première division marocaine, et dispute deux saisons complètes. Il marque alors avec son club formateur ses premiers buts en première division.
Le 15 novembre 2020, il signe un contrat de deux ans aux FAR de Rabat. Le 14 mai 2022, il remporte la Coupe du Maroc après une victoire de 3-0 au Stade Adrar d'Agadir face au Moghreb de Tetouan.

### En sélection
En décembre 2020, il est convoqué par Houcine Ammouta pour un stage de préparation face à l'équipe de Guinée (victoire, 2-1).
Figurant sur la liste des présélections pour le CHAN 2020, il ne sera finalement pas retenu dans la liste définitive de l'équipe du Maroc A'.

## Palmarès

### En club
FAR de Rabat
- Coupe du Maroc (1) :
  - Vainqueur : 2022.

Botola 2023

### Vie privée
Il est le frère du joueur de futsal international Abdelatif Fati[réf. nécessaire].

### Documentaires et interviews
- [vidéo] زكرياء فاتي: أنا ودادي وطموحي المشاركة في "الشان" ويكشف أسوء ذكرى ويؤكد"عموتة غير لي حياتي, YouTube, 2020
- [vidéo] زكرياء فاتي مهاجم الجيش الجديد يكشف تفاصيل خاصة عن حياته ومستقلبه مع الزعيم, YouTube, 2020